# Poecilotheria regalis
La tarántula arbórea ornamental india, o simplemente tarántula ornamental india (Poecilotheria regalis) es una especie de araña que pertenece a la familia Theraphosidae (tarántulas). Es una especie bastante grandes, con unas piernas que pueden llegar a una longitud de 18 centímetros.
Esta araña se encuentra en el sureste de la India. La vida de la araña pasa en los árboles y construye una red asimétrica. La araña es libre de reaccionar de forma agresiva y tiene un veneno muy potente. Esto puede causar picor y escozor.